# Nazcakulturen

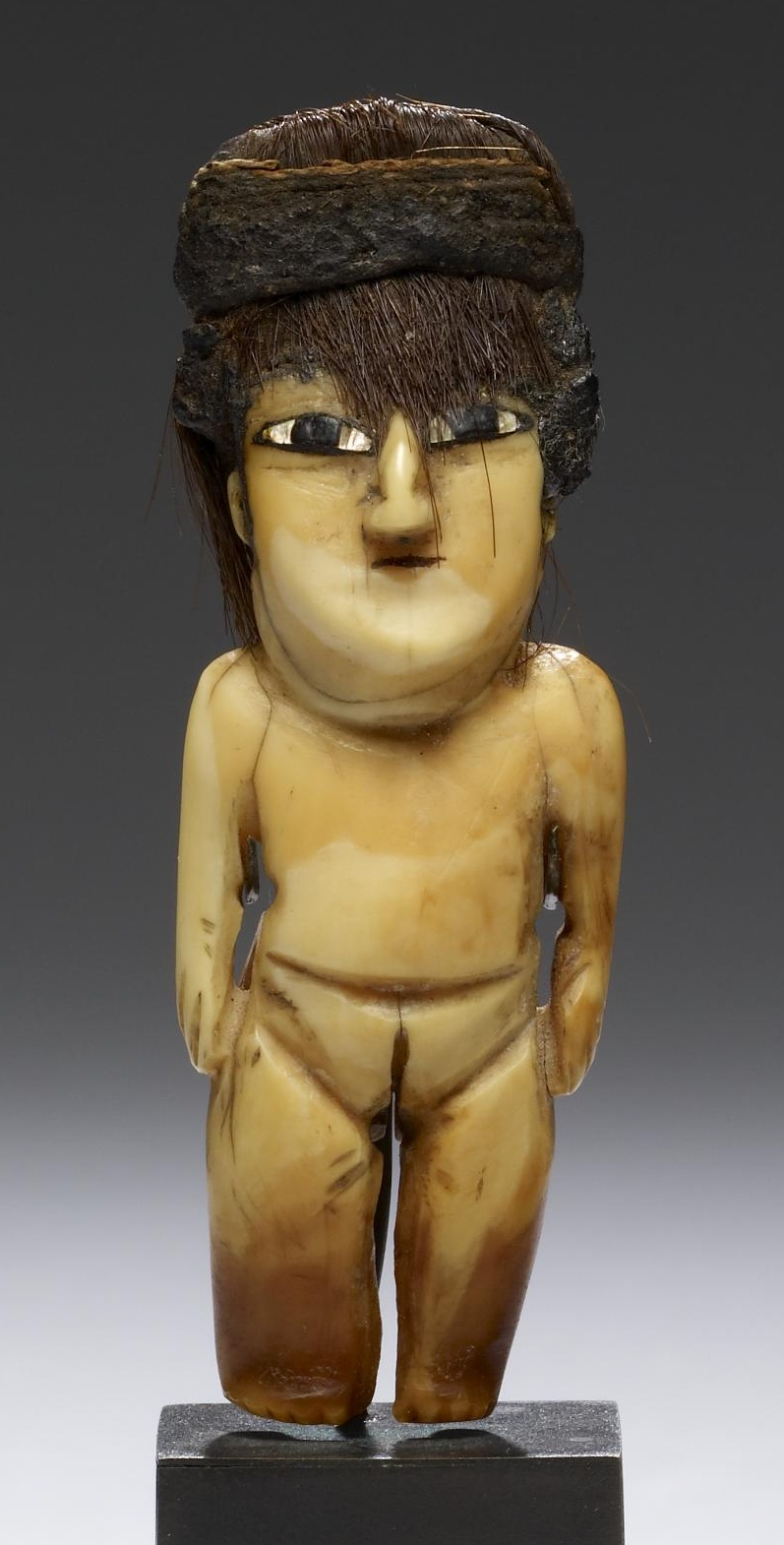
Nazcakvinna, gjord av kaskelottand, skal och hår

Nazcakulturen identifieras av en arkeologisk fyndort i södra Peru. Den har gett namn åt en lokalgrupp av den klassiska perioden i peruansk högkultur från tiden omkring början av vår tideräkning. Kulturen är känd för sin högtstående polykroma keramik och sin utsökta vävnadskonst. Ett omtyckt motiv var demonfigurer med ett människohuvud i handen. Lämningar efter nazcakulturen utgörs bl.a. av underjordiska gravkamrar.

## Historia
Nazcasamhället utvecklades under den tidiga medeltiden och delas vanligtvis in i Förnazca (fas 1, 100 f.Kr.–1), Tidig nazca (fas 2–4, år 1–450), Medelnazca (fas 5, 450–550) och Sen nazcakultur (fas 6–7, 550–750).
Från år 500 började civilisationen att sjunka tillbaka och vid år 750 hade civilisationen fallit helt. Detta tros ha inträffat när en El Niño utlöst utbredda och destruktiva översvämningar. Uppgifter tyder också på att nazcafolket kan ha förvärrat effekterna av dessa översvämningar genom att gradvis avverka Prosopis pallida-träd för att göra plats för majs- och bomullsodling. Dessa träd spelar en viktig roll som den ekologiska grunden för detta landskap, särskilt för att förebygga översvämning och vinderosion.

## Samhälle
Det tidiga nazcasamhället bestod av lokala hövdingadömen och regionala maktcentra centrerad kring Cahuachi, en ceremoniell plats med jordvallar och torg.
Utgrävningar vid Cahuachi har gett arkeologerna nyckelinformation om kulturen. I materialet man funnet på platsen ingår stora mängder polykrom keramik, vackra textilier, spårmängder av guld och Spondylusskal, och en mängd rituella föremål. Lämningar av keramik från Cahuachi ledde arkeologerna till slutsatsen att platsen var specifikt icke-urban och av ceremoniell karaktär. Förhållandet mellan vanlig, nyttokeramik och fin, polykrom keramik var 30 % till 70 %. Om det varit en stadskärna, skulle till exempel mängden nyttokeramik förmodligen varit högre. Bland de livsmedel som hittats finns majs, squash och bönor, samt jordnötter och vissa fiskar.

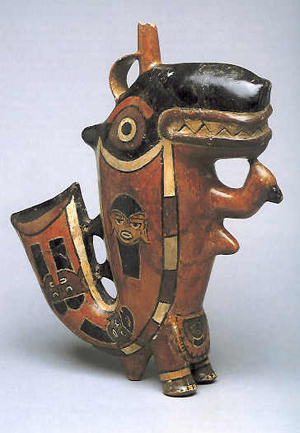
Späckhuggare i keramik, Larcomuseet i Lima, Peru.

Nazcafolkets religiösa övertygelser var sannolikt relaterade till den torra och extrema naturmiljön och baserade på jordbruk och fruktsamhet. Mycket av Nazcas konst skildrar starka naturgudar, såsom den mytomspunna späckhuggaren och den mest utbredda av dyrkade figurer, det antropomorfa mytiska väsendet. Liksom i den samtida mochekulturen baserad i nordvästra Peru, använde schamaner tydligen hallucinogena droger, såsom extrakt från San Pedro-kaktus, för att framkalla visioner.

## Ekonomi
Nazcas uppehälle byggde till stor del på jordbruket. Ikonografi på keramik och utgrävda lämningar visar att nazcafolket hade en varierad kost bestående av majs, squash, sötpotatis, maniok och achira, och små spår av olika fiskar. 
De använde också flera icke-livsmedelsgrödor, såsom bomull för textilier, kokablad, San Pedro-kaktus, och kalebasser. De senare var dekorerade för att illustrera dess användning i det dagliga livet. Bevisen för koka i samhället kan ses genom lämningar men också av keramiken. Detsamma gäller för den hallucinogena San Pedro-kaktusen, vilket har beskrivits med ceremonier på flera polykroma krukor och skålar. 
När det gäller djurresurser, offrade nazca lamor och marsvin på Cahuachi. Lamor utnyttjades vanligen också som packdjur, för deras ull, och som en källa till kött.

### Allmänna källor
- Bra Böckers lexikon, 1978